# (14871) Pyramus
(14871) Pyramus – planetoida z pasa głównego asteroid okrążająca Słońce w ciągu 5 lat i 361 dni w średniej odległości 3,3 j.a. Odkryli ją Lutz Schmadel i Freimut Börngen 13 października 1990 roku w Obserwatorium Karla Schwarzschilda w Tautenburgu. Pyram i Tysbe to kochankowie z literatury klasycznej, których związek nie jest akceptowany przez rodziców, ich życie tragicznie kończy się podwójnym samobójstwem.